# مونرو ويلر
مونرو ويلر (بالإنجليزية: Monroe Wheeler)‏ هو أمين متحف أمريكي، ولد في 13 فبراير 1899 في إيفانستون في الولايات المتحدة، وتوفي في 14 أغسطس 1988 في نيويورك في الولايات المتحدة.